# Carex physodes
Carex physodes är en halvgräsart som beskrevs av Friedrich August Marschall von Bieberstein. Carex physodes ingår i släktet starrar, och familjen halvgräs. Inga underarter finns listade i Catalogue of Life.